# Mistiwoj

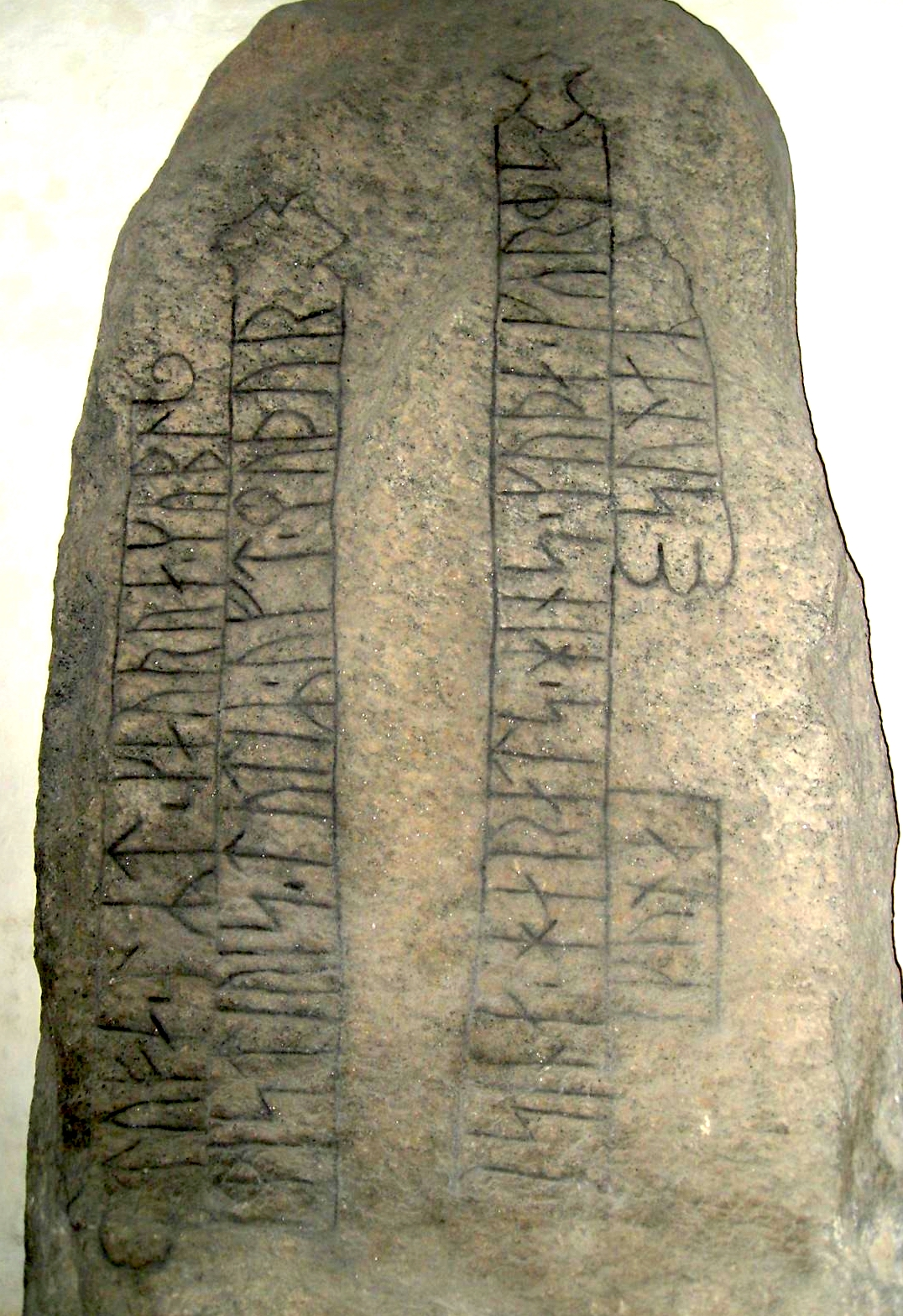
Der Name Mistiwojs in Futhark eingraviert auf dem Runenstein 1 von Sønder Vissing.

Mistiwoj († 990/995) aus dem Geschlecht der Nakoniden war ein elbslawischer Fürst, der im 10. Jahrhundert im heutigen Mecklenburg und Ostholstein über den Stammesverband der Abodriten herrschte.
Nach dem Tod seines Vorgängers Nakon erlangte Mistiwoj 965/967 die Herrschaft über den abodritischen Stamm, spätestens 967 auch die Samtherrschaft über den aus mehreren Teilstämmen bestehenden Stammesverband. Unter Mistiwojs christlich-monarchischer Regentschaft erfolgte der Aufbau einer Kirchenorganisation im Abodritenreich durch das um 972 eingerichtete Bistum Oldenburg in Holstein. Zu den Bischöfen sowie den Fürsten der benachbarten Sachsen und Dänen unterhielt Mistiwoj enge Beziehungen, die er durch dynastische Eheschließungen abzusichern suchte. Obwohl ihm für das Jahr 983 eine Beteiligung am Slawenaufstand und die Zerstörung Hamburgs zugeschrieben wird, verlor Mistiwoj als Folge der Erhebung große Teile seines Herrschaftsgebietes an die siegreichen Lutizen. Nachdem er wenige Monate später in Quedlinburg zunächst um die Unterstützung des baierischen Thronanwärters Heinrich des Zänkers gegen die Lutizen nachgesucht hatte, erwies er sich bis zu seinem Tod als Verbündeter des römisch-deutschen Königs Otto III.
Erst die neuere Forschung zur Geschichte der Abodriten stuft Mistiwoj auch für die Zeit nach dem Slawenaufstand als „reichsnahen Slawenfürsten“ ein. In den Darstellungen zur ottonischen Kaiserzeit beschränkt sich die Rolle Mistiwojs dagegen nach wie vor auf die Zerstörung Hamburgs und seine Beteiligung am Slawenaufstand von 983.

## Leben

### Herkunft, Familie und Name
Mistiwoj gilt als Sohn des abodritischen Fürsten Nakon. Aus der Verbindung mit einer ungenannten Frau hatte Mistiwoj einen Sohn Mistislaw. Dieser erlangte um 990/995 die Samtherrscherwürde, musste aber 1018 vor einem heidnischen Aufstand ins sächsische Lüneburg fliehen. Mit der Schwester des Oldenburger Bischofs Wago hatte Mistiwoj eine Tochter Hodica, die spätere Äbtissin des Nonnenklosters auf der Mecklenburg. Die Ehe mit Wagos Schwester wurde später aufgelöst. Eine weitere Tochter Tove vermählte Mistiwoj vor 987 mit dem dänischen König Harald Blauzahn. Nach anderer Auffassung heiratete nicht die Tochter Tove den dänischen König, sondern Mistiwojs Witwe, was aber ein Ableben Mistiwojs noch vor 987 voraussetzen würde. Bei dem durch Adam von Bremen überlieferten Mistidrag/Mizzidrog könnte es sich um einen Bruder Mistiwojs gehandelt haben.
Der Name Mistiwoj entstammt der polabischen Sprache und könnte Mstiwoj, in der Kurzform Mstuj, gelautet haben. Es handelte sich um eine Zusammensetzung aus den Wörtern m'stiti (=rächen) und woj (= Kriegsmann). Als lautmalerische Wiedergabe der polabischen Aussprache finden sich in den mittelalterlichen sächsischen Schriftquellen die Schreibweisen Mistav, Mystuwoi und Mistui, Mystewoi, Mistiwoi, und Mistwin. Auf dem Runenstein von Sønder Vissing wird Mistiwoj je nach Lesart als Mistvir oder Mistives bezeichnet.
Als Taufname könnte Mistiwoj den Namen Billug nach seinem möglichen Paten Hermann Billung erhalten haben.

### Samtherrschaft
Mistiwojs monarchisch-christliche Samtherrschaft über den abodritischen Stammesverband beruhte auf einer wirtschaftlich und militärisch starken Hausmacht im Gebiet des abodritischen Teilstamms und einer Durchdringung des Abodritenreiches durch eine christliche Kirchenorganisation.

#### Herrschaft über Stamm und Stammesverband
Nach dem Tod Nakons 965/967 übernahm Mistiwoj zunächst nur die Herrschaft über den Teilstamm der Abodriten im engeren Sinne. Dieser siedelte im Gebiet um das heutige Wismar und Schwerin. Bei den Abodriten beruhte die Nachfolge in den Fürstentitel auf dem Erbrecht. Alle männlichen Angehörigen der Herrscherfamilie waren Inhaber des Titels, der vom ältesten männlichen Vertreter ausgeübt wurde (Brüdergemeine). Der Fürst war aber nicht der alleinige Vertreter des politischen Willens. Zur Einsetzung des Fürsten als Samtherrscher über alle Teilstämme bedurfte es der Bestätigung durch eine Versammlung des Adels. Belegt ist eine derartige Legitimationsakt für Mistiwoj nicht; in der Forschung gilt seine Samtherrschaft gleichwohl als gesichert.
Als zentraler Herrschaftssitz und Repräsentationsort diente Mistiwoj die Mecklenburg. Auf oder nahe der Burg befand sich neben einer dem Apostel Petrus als Namenspatron geweihten Kirche ein Nonnenkloster. Es diente der Zentrierung und Festigung der Herrschaftsbildung, als Grablege und durch das Gebetsgedenken der Identitätsfindung einer Familie und Sippe sowie der Repräsentation adeliger Herrschaft. Dort wurden die Töchter der Vornehmen des Abodritenlandes aufgenommen, um die einheimischen Adelsfamilien an den Ort der Herrschaftsausübung zu binden. Die Mecklenburg war nicht zum dauerhaften Aufenthalt des Fürsten bestimmt. So musste sich Mistiwoj anlässlich einer Visitation des Oldenburger Bischofs Wago erst gesondert dorthin begeben. Die Existenz eines Kaplans könnte auf einen Hof als Verwaltungseinrichtung und den Einzug der Schriftlichkeit hindeuten. Urkunden Mistiwojs sind allerdings nicht überliefert. Weitere Burgen befanden sich in Ilow und Schwerin.
Neben diesen Burgen bildeten gepanzerte Reiter einen zusätzlichen Rückhalt der fürstlichen Macht. Sie sollen unmittelbar dem Befehl Mistiwojs unterstanden haben. Für das Jahr 965 ist eine Bewaffnung der abodritischen Krieger mit Schwert, Helm und Kettenhemd belegt. Die beträchtlichen Mittel für Ausstattung und Unterhaltung dieser Streitmacht stammten neben den Erträgen aus fürstlichen Eigengut insbesondere aus Geldabgaben einer mit zwei Getreideaussaaten und bemerkenswerter Pferdezucht offenbar im Überfluss produzierenden Landwirtschaft. Darüber hinaus lassen Münzfunde arabischer Dirham auf Einnahmen aus dem Fernhandel schließen, wobei es sich um Sklavenhandel gehandelt haben könnte.
Im Jahr 967 erlangte Mistiwoj mit einem Sieg über den Fürsten Selibur eine lockere Oberhoheit über den in Ostholstein siedelnden abodritischen Teilstamm der Wagrier und damit die Samtherrschaft über den abodritischen Stammesverband. Verbunden mit der Oberhoheit über die Wagrier war zudem diejenige über die erst im 11. Jahrhundert als Teilstamm in Erscheinung tretenden Polaben beidseits des Ratzeburger Sees, die für diese Zeit noch ohne eigenes Fürstenhaus den Wagriern zugerechnet werden. Im Osten erstreckte sich die Samtherrschaft auf den entlang der Warnow um Bützow und Rostock ansässigen Teilstamm der Kessiner. Auch wenn die Quellen hierzu keine Aussage treffen, gilt es in der Forschung inzwischen als gesichert, dass Mistiwojs Herrschaft auch den Teilstamm der Zirzipanen beidseits der oberen Peene einschloss. Im Süden erstreckte sich die Samtherrschaft entlang der Elbe auf den Teilstamm der Linonen. Inhaltlich beschränkte sich Mistiwojs Samtherrschaft auf die Einziehung von Tributen bei den Teilstämmen und die Führung des Verbandsaufgebotes im Krieg. Sein Herrschaftsanspruch bezog sich auf den Personenverband und nicht auf ein fest umrissenes Territorium. Allerdings gliederte sich das aus Teilstämmen zusammengesetzte Abodritenreich bereits in insgesamt 18 Burgbezirke. Den Burgbezirken standen jedoch zumindest außerhalb des abodritischen Teilstammesgebietes einheimische Adelsfamilien vor, die ihre Macht nicht von Mistiwoj verliehen bekommen hatten, sondern sich auf das Stammeserbrecht beriefen. Sie dienten allenfalls dem jeweiligen Teilstammfürsten, wobei über den Umfang dieser Dienstverpflichtung nur Vermutungen auf der Grundlage von Nachrichten aus späteren Jahrhunderten angestellt werden können.

#### Das Abodritische Bistum
In die Zeit von Mistiwojs Regentschaft fällt mit der Gründung des Bistums Oldenburg in Holstein die Errichtung des ersten Bistums auf dem Gebiet des abodritischen Stammesverbandes.
Die Initiative zur Gründung des Bistums ging vom römisch-deutscher Kaiser Otto I. aus und war getragen vom zeitgenössischen Leitbild einer Ausbreitung des christlichen Glaubens. Demgegenüber trat der Wille zu einer Eingliederung von Mistiwojs Herrschaftsgebiet in das Reich – soweit überhaupt vorhanden – völlig in den Hintergrund. Gleichwohl bedeutete der Aufbau einer christlichen Kirchenorganisation auf dem Gebiet der gentilreligiösen Abodriten einen Eingriff in deren Gesellschaftsordnung und die vorhandenen Machtstrukturen. Deshalb besteht in der Forschung Einigkeit darüber, dass ein erfolgreicher Aufbau des Bistums gegen den Willen Mistiwojs auszuschließen ist, zumal dessen Machtfülle einer dauerhaften Schaffung von kirchlichen Strukturen entgegengestanden hätte. Zunehmend wird sogar vertreten, Mistiwoj habe die Errichtung des Bistums nicht nur geduldet, sondern aktiv gefördert. Für eine solche Förderung werden verschiedene Gründe angeführt. Zunächst war Mistiwoj wie alle Nakoniden Christ. Damit dürfte er entsprechend dem zeitgenössischen Leitbild an einer Ausbreitung des christlichen Glaubens interessiert gewesen sein. Neben dieser persönlicher Überzeugung kommen aber auch weltliche Gründe für den Aufbau einer christlichen Kirchenorganisation in Betracht. Derartige Verwaltungsstrukturen eigneten sich zur Verbreitung und Durchsetzung des Herrscherwillens. Zudem könnte Mistiwoj beabsichtigt haben, mit der Missionierung des Stammes die Legitimation des paganen Priesterstandes zu beseitigen. Dieser scheint sich an der Seite eines zunehmend an Macht verlierenden Stammesadels häufig in Opposition zum Fürsten befunden zu haben.
Der einzige überlieferte Widerstand gegen die Einrichtung des Bistums kam dann auch nicht von Seiten Mistiwojs, sondern aus den Reihen der Kirche. Der Hamburg-Bremer Erzbischof Adaldag wandte sich aufgrund von ihm behaupteter „älterer Rechte“ gegen eine Unterstellung des Bistums Oldenburg als Suffragan des Erzbistums Magdeburg. Ursprünglich hatte der Kaiser Oldenburg nämlich wie alle anderen Missionsbistümer auf slawischem Gebiet im Erzbistum Magdeburg bündeln wollen. Schließlich musste Otto I. jedoch einwilligen und unterstellte das abodritische Bistum mit seiner Gründung dem Erzbistum Hamburg-Bremen.
Warum die Wahl des Bischofssitzes nicht auf die Mecklenburg als zentralen Herrschaftssitz Mistiwojs, sondern auf die wagrische Fürstenburg Starigard/Oldenburg fiel, ergibt sich aus den Quellen nicht. Zwar hatte auch das wagrische Fürstenhaus bereits vor der Bistumsgründung den christlichen Glauben angenommen. Grabungen auf der Oldenburg förderten christliche Körpergräber und Reste von Kirchengebäuden aus den 950er Jahren zu Tage. Die Mission des wagrischen Fürstenhauses war vermutlich durch den Schleswiger Bischof Marco auf Betreiben des Erzbistums Hamburg erfolgt. Die Bekehrung des ersten nakonidischen Samtherrschers reichte jedoch in das Jahr 931 zurück. Zudem hielten große Teile der abodritischen Bevölkerung und der niedere Adel in beiden Teilstammesgebieten gleichermaßen am paganen Stammesglauben fest, so dass selbst an den Fürstenhöfen christliche Religion und paganer Stammesglaube nebeneinander ausgeübt wurden.
Erich Hoffmann hält es für denkbar, dass Oldenburg wegen seiner Lage „am Rande“ des Abodritenreiches den Vorzug vor der Mecklenburg erhielt, damit der Bischofssitz zugleich als militärischer Vorposten des Reiches im feindlichen Abodritengebiet dienen könne. Jürgen Petersohn hingegen meint, Mistiwoj habe „eigenständige Vorstellungen über die kirchliche Organisation und Zuordnung des von ihm beherrschten Gebietes“ gehabt und den Bischofssitz deshalb zunächst lieber auf der Oldenburg gesehen.
Der Aufbau der Kirchenorganisation machte anfangs gute Fortschritte. Widerstand der Bevölkerung aus religiösen oder kulturellen Gründen ist nicht überliefert. Neben mehreren Männer- und Frauenklöstern entstand ein Pfarrkirchensystem, das sich an die abodritischen Verwaltungsbezirke mit ihren Adelsburgen anlehnte. In 15 von 18 dieser Verwaltungsbezirke sollen christliche Kirchen existiert haben. Als Ausstattung hatten Kirchen und Klöster in einer ersten Phase das Recht erhalten, von den Bauern innerhalb des Verwaltungsbezirkes Abgaben zu erheben, die nach dem Ertrag bemessen wurden. Diese Praxis scheint bald Anlass für Streitigkeiten gewesen zu sein, weil sie zu einer zusätzlichen Abgabenlast der Bauern führte. Mistiwoj vereinbarte daraufhin mit dem Oldenburger Bischof Wago, dass die Abgaben durch die Übertragung von Ländereien und Dörfern an die Kirchen abgelöst wurden, wobei unklar bleibt, ob diese Vereinbarung Allgemeingültigkeit haben sollte oder nur für ausgewählte Höfe galt. Auch diese Regelung scheint jedoch keine allgemeine Anerkennung gefunden zu haben, zumal sie das Vermögen des niederen Adels beschnitten haben dürfte. Jedenfalls kam es anschließend häufig zu Überfällen auf Kirchenbesitz.

### Sächsische Beziehungen
Mistiwoj unterhielt enge Beziehungen zum sächsischen Adelsgeschlecht der Billunger. Diese stellten während der Regentschaft Mistiwojs mit Hermann Billung und seinem Sohn Bernhard I. die herausragenden Führungspersönlichkeiten im nordöstlichen Sachsen, wobei zumindest Bernhard I. das Amt eines Herzoges in Sachsen ausübte. Zur konkreten Ausgestaltung der sächsisch-abodritischen Beziehungen berichten die Geschichtsschreiber Widukind von Corvey und Thietmar von Merseburg aus sächsischer Perspektive übereinstimmend, Mistiwoj sei den Billungern als Vasall zu Tributzahlungen und Heeresfolge verpflichtet gewesen. Mit der Belagerung der Burg Starigard 967, der Schlacht am Danewerk 974 und dem Italienfeldzug 982 lassen sich drei gemeinsame militärische Unternehmungen ausmachen.

#### Belagerung Starigards

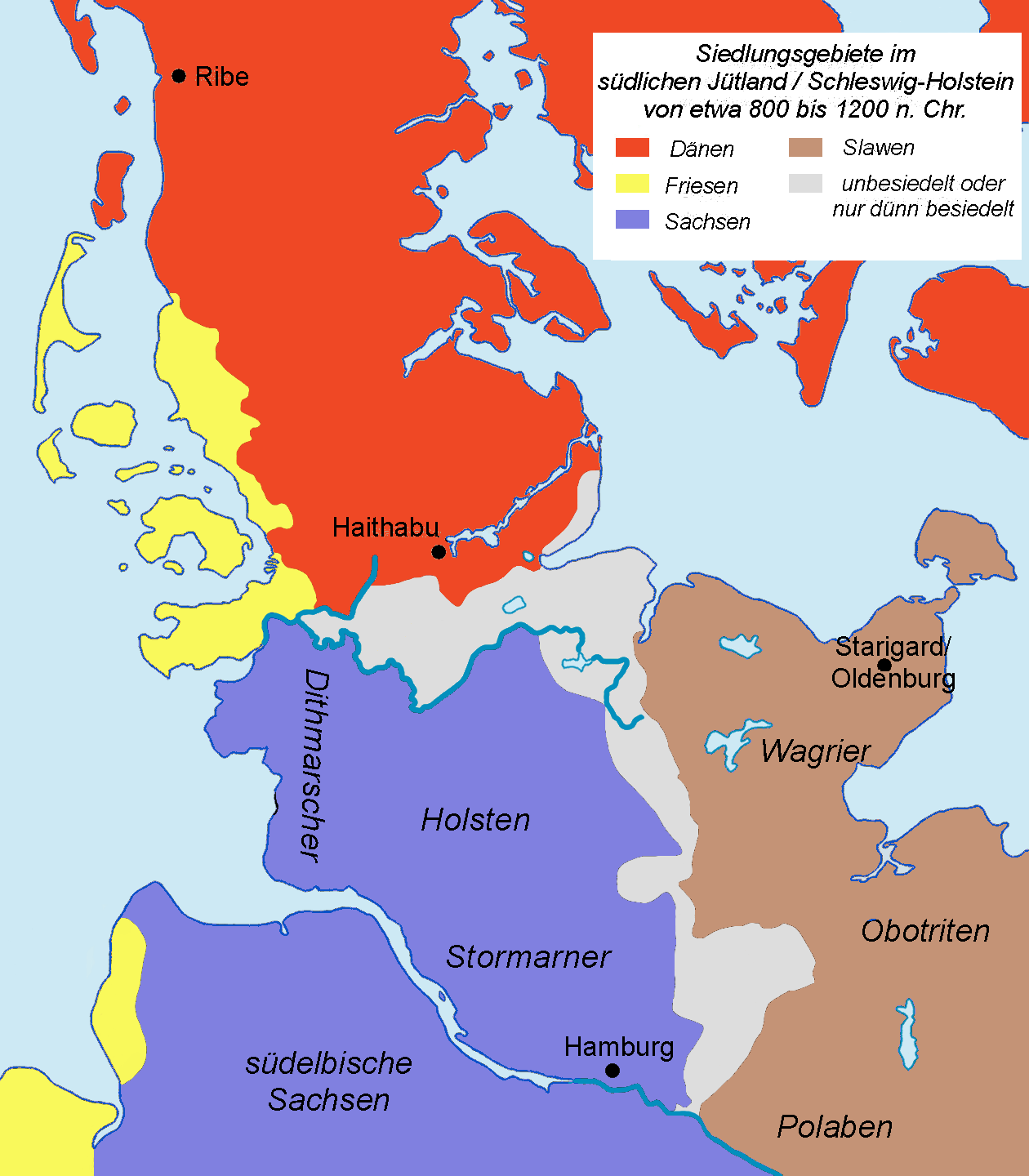
Lage der Burg Starigard im Nordosten des braun gekennzeichneten Siedlungsgebietes der Wagrier

Im Jahr 967 belagerten Mistiwoj und Hermann Billung mit ihren Aufgeboten gemeinsam eine auf slawischem Gebiet gelegene Burg. Dabei handelte es sich sehr wahrscheinlich um die wagrische Hauptburg Starigard. Die Initiative zur Belagerung Starigards dürfte dabei von Mistiwoj ausgegangen sein. Dieser hatte zwar im Abodritenland ungehindert die Herrschaft übernehmen können, sah sich aber in Wagrien mit einem Aufstand des einheimischen Adels konfrontiert. Dort versuchten die Wagrier unter ihrem Fürsten Selibur die Gunst der Stunde zu nutzen und sich aus dem abodritischen Stammesverband zu lösen. Zur Unterbindung der separatistischen Tendenzen marschierte Mistiwoj mit einem Heer vor Seliburs Burg. Nachdem Mistiwoj den Belagerungsring geschlossen hatte, traf auch Hermann Billung mit seinen Truppen dort ein und schloss sich der Belagerung auf Seiten Mistiwojs an, zumal sich Selibur mit Hermanns „Erzfeind“ Wichmann II. verbündet hatte. Während Wichmann II. mit seinen engsten Vertrauten die Flucht aus der Burg gelang, musste sich der auf eine Belagerung völlig unvorbereitete Selibur bereits nach kurzer Zeit ergeben. Die Burg wurde geplündert und Selibur entmachtet. Sein von Hermann aus Sachsen herbeigeschaffter Sohn Sederich übernahm die Herrschaft über Wagrien, erkannte aber die Oberhoheit Mistiwojs an. Hermann bestrafte die in der Burg verbliebenen sächsischen Gefährten Wichmanns II., ohne dass etwas über Sanktionen gegen die Wagrier berichtet wird.
In Widukinds Sachsengeschichte richtete sich der Aufstand der Wagrier demgegenüber nicht gegen die Oberherrschaft Mistiwojs, sondern gegen diejenige Hermann Billungs. Dieser hätte zuvor als oberster Richter einen Streit zwischen Mistiwoj und Selibur zu Ungunsten Seliburs entschieden, woraufhin Selibur sich gegen Hermann Billung aufgelehnt habe. Diese Perspektive Widukinds gilt vielen Forschern jedoch als schief, da die Belagerung der Burg Starigard selbst nach Widukinds eigenen Ausführungen von Mistiwoj begonnen wurde. Zudem habe es sich bei der Auseinandersetzung der beiden slawischen Fürsten vorrangig um eine innerabodritische Angelegenheit gehandelt.

#### Schlacht am Danewerk

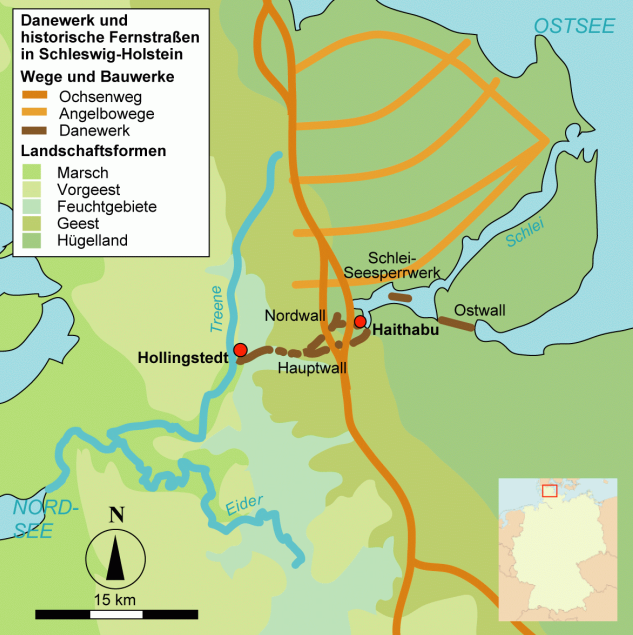
Lage des Danewerks in Schleswig-Holstein

Im Herbst 974 unternahm Kaiser Otto II. einen Feldzug gegen den dänischen Herrscher Harald Blauzahn, der im Sommer in Nordalbingien eingefallen und das Land mit Feuer und Schwert verwüstet hatte. Gemeinsam mit dem sächsischen Herzog Bernhard I. und Heinrich von Stade brach der Kaiser daraufhin an der Spitze eines Reichsheeres von Frohse nach Norden auf. Dem Reichsheer gehörte neben Aufgeboten der Sachsen, Franken und Friesen auch eine slawische Abteilung an. Über ihre Herkunft und die Person ihres Anführers geben weder die sächsischen noch die dänischen Quellen Auskunft. Dennoch wird in der Forschung angenommen, dass es sich bei den Slawen um Abodriten unter Führung Mistiwojs handelte. Deren Siedlungsgebiet grenzte in Wagrien sowohl an das der Dänen als auch an das der Nordalbingier. Zudem schuldete Mistiwoj dem sächsischen Herzog Bernhard I. Heeresfolge. Schließlich kam es auf Seiten des Reiches zu einem kriegsentscheidenden Einsatz von Schiffen: Nachdem das Reichsheer den von dem norwegischen Håkon Jarl verteidigten dänischen Schutzwall, das Danewerk, zunächst erfolglos berannt hatte, setzten die Angreifer nach einem Plan Bernhards I. auf Schiffen über die Schlei und umgingen auf diese Weise die dänischen Verteidigungslinien. Da das Reichsheer auf dem Landweg keine Schiffe mit sich führte und die seekriegserfahrenen Friesen ihre Schiffe an der Nordseeküste liegen hatten, wäre ein Einsatz der abodritischen Flotte zumindest naheliegend.

#### Italienfeldzug
Im Jahr 981 begann der ostfränkisch-deutsche König Otto II. in Italien mit seinen Vorbereitungen für einen Angriff gegen die Sarazenen, die unter Führung ihres Emirs Abu al-Qasim von Sizilien aus auf das süditalienische Festland vorgedrungen waren. Für diesen Feldzug forderte er im nordalpinen Reichsteil zusätzliche 2090 Panzerreiter zur Unterstützung an. Obwohl sächsische Adlige in dem schriftlich überlieferten Einberufungsbefehl nicht erwähnt werden, sollte offenbar auch Bernhard I. ein Aufgebot entsenden. Er scheint sich im Zuge der Aushebungen an Mistiwoj gewandt zu haben. Möglicherweise ging Bernhards I. Verlangen über die geschuldete Heeresfolge hinaus, sei es aufgrund des Umfanges oder des Einsatzes in Süditalien. Denn Mistiwoj forderte als Gegenleistung für die Teilnahme seiner Krieger die Vermählung seines Sohnes Mistislaw mit einer Nichte Bernhards I. und damit eine dynastische Verbindung der beiden Fürstenhäuser. Bernhard I. versprach eine Eheschließung nach der Rückkehr aus Italien, woraufhin Mistiwoj angeblich eintausend Reiter unter der Führung seines Sohnes Mistislaw stellte. Mögen die Größenverhältnisse auch maßlos übertrieben sein, so wird es sich doch um eine für mittelalterliche Verhältnisse bemerkenswerte Abordnung abodritischer Krieger gehandelt haben, die an der Seite Bernhards I. über die Alpen nach Norditalien zog. Während Bernhard I. aufgrund eines Einfalls der Dänen schon frühzeitig in den Norden zurückkehren musste, fanden fast alle Abodriten in Italien den Tod. Auch wenn über ihr konkretes Schicksal nichts Genaues bekannt ist, wird eine Teilnahme an der Schlacht am Kap Colonna vermutet, in der das kaiserliche Heer vernichtend geschlagen wurde.
Mistiwojs Sohn Mistislaw kehrte mit den wenigen Überlebenden nach Mecklenburg zurück. Doch als er die Erfüllung des Eheversprechens einforderte wurde ihm die Braut durch den Grafen Dietrich von Haldensleben mit den Worten verwehrt, man dürfe die Blutsverwandte eines Herzogs nicht einem Hunde geben. Offenbar war Bernhard I. nicht zugegen, als diese Beleidigung ausgesprochen wurde, denn Helmold zufolge entsandte er zu einem späteren Zeitpunkt Boten zu Mistiwoj mit der Nachricht, er werde das gegebene Versprechen einlösen. Mistiwoj lehnte jedoch ab und soll erklärt haben, der Hund werde kräftig beißen wenn er groß sei. Dietrich von Haldensleben Beweggründe für seinen Widerstand gegen eine dynastische Verbindung von Billungern und Nakoniden waren wohl am ehesten machtpolitischer Natur. Sowohl mit Bernhard I. als auch mit Mistiwoj konkurrierte er als Markgraf der Nordmark um Einfluss in den slawischen Gebieten. Namentlich die Oberherrschaft über die sowohl den Abodriten als auch der Nordmark benachbarten Stammesgebiete der Zirzipanen, die traditionell dem abodritischen Herrschaftsanspruch unterlagen und deren Siedlungsgebiet auch zum Bistum Oldenburg gehörte, könnten zwischen Mistiwoj und den Billungern einerseits und Markgraf Dietrich von Haldensleben andererseits umstritten gewesen sein.
Demgegenüber sind ethnische Vorbehalte Dietrich von Haldenslebens gegen eine Ehe zwischen dem slawischen Fürstensohn und der sächsischen Prinzessin eher auszuschließen. Derartige Verbindungen waren nichts Ungewöhnliches. Dietrich selbst hatte 978 eine Vermählung seiner ältesten Tochter Oda mit dem polnischen Fürsten Mieszko I. gefördert, und seine weitere Tochter Matilde hatte den hevellischen Fürsten Pribislaw geehelicht. Mistiwoj war mit der Schwester des Oldenburger Bischofs Wago verheiratet, und eine Verwandte des sächsischen Herzogs Bernhard I., Weldrud, war dem wagrischen Fürsten Sederich zur Frau gegeben worden.

### Niedergang
Mistiwojs politischer Niedergang begann mit dem Slawenaufstand von 983. Im Osten fielen die Teilstämme der Zirzipanen und Kessiner nacheinander von ihm ab und schlossen sich den im Slawenaufstand siegreichen Lutizen an. Im Westen setzte eine Rückbesinnung der Wagrier auf ihren paganen Stammesglauben ein. Als Reaktion auf die Bedrohung seiner christlich-monarchischen Herrschaft durch die heidnisch-bündischen Lutizen suchte Mistiwoj Anlehnung an den römisch-deutschen Kaiser und das Ostfrankenreich. Nachdem das Bistum Oldenburg im Jahre 990 in einem Aufstand der Wagrier untergegangen war, wurde der Bischofssitz 992 an Mistiwojs zentralen Herrschaftssitz auf der Mecklenburg verlegt. Sollte Mistiwoj im Jahre 995 noch gelebt haben, galt der demonstrative Besuch des römisch-deutschen Kaisers Otto III. auf der Mecklenburg Anfang September 995 einer Stärkung von Mistiwojs labiler politischen Stellung.

#### Slawenaufstand von 983
Der Slawenaufstand von 983 stellte eine Erhebung der im Lutizenbund zusammengeschlossenen slawischen Stämme gegen die Tributherrschaft des Markgrafen Dietrich von Haldensleben dar. Die Lutizen zerstörten am 29. Juni 983 zunächst den Bischofssitz in Havelberg und eroberten drei Tage später mit der Brandenburg auch den Sitz des Markgrafen. Damit wurde die Reichsherrschaft östlich der Elbe auf Jahrzehnte zerstört.
Mistiwoj soll sich nach wohl herrschender Auffassung an dem Aufstand auf Seiten der Lutizen beteiligt haben, indem er Nordalbingien verwüstete, Hamburg einäscherte, das Bistum Oldenburg vernichtete und schließlich weit südlich seines Herrschaftsgebietes in der Altmark das Benediktinerkloster in Kalbe (Milde) zerstörte. Als Beleg für eine Teilnahme Mistiwojs am Aufstand der Lutizen wird eine 200 Jahre nach den Ereignissen verfasste Passage aus der Slawenchronik des Chronisten Helmold von Bosau angeführt. Danach suchte Mistiwoj unmittelbar vor dem Aufstand das Stammesheiligtum der Lutizen in Rethra auf, um den dort versammelten Stämmen von der schweren Beleidigung durch Dietrich von Haldensleben zu berichten. Auf Verlangen der Lutizen habe er den Sachsen abgeschworen. Daran anschließend schildert Helmold Mistiwojs Vernichtungsfeldzug. Demgegenüber sind in der Forschung zur Geschichte der Abodriten stets Bedenken gegen eine Beteiligung Mistiwojs am Slawenaufstand 983 geäußert worden, da eine solche sich nicht mit seiner Politik vor und nach dem Aufstand in Einklang bringen lässt.
Zerstörung Hamburgs
Allerdings hatte bereits der Geschichtsschreiber Thietmar von Merseburg rund 40 Jahre nach dem Slawenaufstand im Zusammenhang mit den slawischen Angriffen auf Havelberg und Brandenburg festgehalten, Mistiwoj habe den Bischofssitz in Hamburg niedergebrannt und verwüstet. Es bestehen jedoch Zweifel, ob der Überfall auf Hamburg mit dem Lutizenaufstand des Jahres 983 zeitlich zusammenfiel. Die Darstellung von Mistiwojs Angriff auf Hamburg im Kontext des Slawenaufstandes muss nämlich nicht zwingend zwei gleichzeitige Ereignisse beschreiben, zumal Thietmar keine Darstellung des Slawenaufstandes beabsichtigte. Ihm ging es vielmehr um eine Aufzählung all derjenigen Angriffe gegen das Christentum, die auf die seiner Meinung nach rechtswidrige Auflösung des Bistums Merseburg im Jahr 981 folgten. Zudem soll Mistiwoj nach einer späteren Anmerkung Thietmars ob seiner Taten anschließend wahnsinnig geworden sein, so dass er an einer Kette gehalten werden musste. Im Jahr 984 nahm Mistiwoj aber nach Thietmars Bericht am Osterhoftag Heinrich des Zänkers in Quedlinburg teil – und das offenbar gut bei Sinnen. Und in Hamburg setzte die bischöfliche Urkundstätigkeit erst um das Jahr 1014 aus, was bei einem wüst gelegten Bischofssitz früher zu erwarten gewesen wäre. In keiner der zeitgenössischen Annalen und Chroniken ist darüber hinaus ein slawischer Überfall auf Hamburg für das Jahr 983 vermerkt. Demgegenüber berichtet Adam von Bremen in seiner Hamburger Kirchengeschichte eindeutig von einer Verwüstung Nordalbingiens und einer Zerstörung Hamburgs durch die Abodriten, die nach dem Jahr 983 stattgefunden hat, möglicherweise sogar erst unter Mistiwojs Sohn Mistislaw im Jahr 1012.
Überfall auf Kalbe
Ebenfalls umstritten ist der Überfall Mistiwojs auf das dem Heiligen Laurentius geweihte Kloster Kalbe. Thietmar von Merseburg führt dazu lediglich aus, dass es einen Überfall auf das Kloster gab, aber nicht wer es überfallen hat. Wesentlich deutlicher werden die Magdeburger Erzbischofschronik aus dem 11. Jahrhundert und die Magdeburger Annalen aus dem 12. Jahrhundert. Beide benennen ausdrücklich Mistiwoj und die Abodriten als Angreifer. Da jedoch nicht auszuschließen ist, dass die Verfasser Thietmars Text als Vorlage benutzt und nach eigenen Vorstellungen bearbeitet haben, wird üblicherweise nur Thietmars Text als Beweis herangezogen. Darin klagt der dem Wahnsinn verfallene Mistiwoj, der Heilige Laurentius würde ihn verbrennen, was als Bestrafung durch den Heiligen für die Zerstörung des Laurentiusklosters in Kalbe interpretiert worden ist. Dass Laurentius zugleich auch der Schutzpatron des aufgelösten Bistums Merseburg war und Mistiwoj sich in unbekannter Weise gegen dieses versündigt haben könnte bleibt dabei unerwogen. Eine andere Verbindung zwischen Mistiwoj und dem Kloster Kalbe wird über Oda von Haldensleben hergestellt. Die Tochter des Markgrafen Dietrich von Haldensleben war nämlich bis zu ihrer Eheschließung mit Miesko I. im Jahre 978 Nonne im Kloster Kalbe. Damit vermochte eine Zerstörung des Klosters fünf Jahre nach Odas Weggang Dietrich von Haldensleben aber nicht mehr zu treffen und scheidet deshalb als Ziel einer Vergeltungsmaßnahme Mistiwojs für die schwere Beleidigung seines Sohnes durch Dietrich von Haldensleben eher aus.
Folgen
Die heidnisch-bündische „Staatsidee“ der Lutizen übte auf die abodritischen Teilstämme eine große Anziehungskraft aus, die den Fortbestand des Abodritenreiches und damit Mistiwojs christlich-monarchische Herrschaft bedrohte.
Im Osten verlor Mistiwoj zuerst die Herrschaft über die den Lutizen unmittelbar benachbarten Zirzipanen, die sich dem siegreichen Lutizenbund anschlossen. Auch im Gebiet der Kessiner muss Mistiwojs Macht zusehends erodiert sein, denn zu einem unbekannten Zeitpunkt nach 983 spalteten sich auch diese vom Stammesverband ab und zählten von da an für nahezu 100 Jahre zu den lutizischen Kernstämmen.
Im Westen setzte nach 983 eine Rückbesinnung der Wagrier auf den paganen Stammesglauben ein. Dieser Prozess dürfte mit einem schleichenden Verlust von Mistiwojs Oberherrschaft über den wagrischen Teilstamm einhergegangen sein. Möglicherweise stiftete Mistiwoj in diesem Zusammenhang die Ehe zwischen seiner Tochter Tove und dem dänischen König Harald Blauzahn, um die traditionell guten Beziehungen zu den Dänen zu beleben und ein neues Bündnis gegen den wagrischen Teilstamm zu schmieden und diesen zwischen Dänen, Abodriten und Sachsen zu isolieren.
Eine zusätzliche Verschärfung der Lage dürfte sich aus dem Verlust des abodritischen Italienaufgebotes und dem damit einhergehenden Verlust an militärischer Stärke ergeben haben, einmal ganz abgesehen von den sozialen Spannungen, die sich in der Bevölkerung durch den Tod einer für mittelalterliche Verhältnisse großen Zahl von Kriegern ergeben haben wird.

#### Anlehnung an das Reich
In dieser Krise suchte Mistiwoj einen starken Verbündeten. Er erschien deshalb im Frühjahr 984 auf dem Osterhoftag des Kronbewerbers Heinrich der Zänker im sächsischen Quedlinburg. Dort erkannte Mistiwoj dessen Anspruch auf die Königswürde an und überging damit den minderjährigen Thronfolger Otto III. Diese Parteinahme richtete sich allerdings nicht gegen Otto III., sondern war motiviert von der Hoffnung auf militärischen Beistand durch einen politisch handlungsfähigen und mächtigen Herrscher gegen die lutizische Bedrohung. Da außer Mistiwoj auch die beiden anderen christlich-monarchischen Slawenfürsten, der polnische Herzog Mieszko I. und der böhmische Herrscher Boleslav II., auf dem Hoftag Heinrich als zukünftigem König eidlich ihre Unterstützung zusagten wird vermutet, dass Heinrich mit diesen drei westslawischen Fürsten ein Bündnis gegen die Lutizen vereinbarte, zumal sich zumindest Mieszko I. durch den Lutizenaufstand in einer vergleichbaren Lage befand wie Mistiwoj.
Während jedoch Mieszko I.und Boleslav II. durch ihre Anwesenheit auf dem Osterhoftag des Kindkönigs Otto III. in Quedlinburg 996 öffentlich ihre Treue zum rechtmäßigen König zur Schau stellten, ist eine Anwesenheit Mistiwojs dort nicht belegt. Anders als für Mieszko I. fehlen auch Nachrichten über eine Teilnahme Mistiwojs an den Feldzügen der Sachsen gegen die Lutizen in den Jahren 985, 986 und 987. Dennoch geht die neuere Forschung davon aus, dass Mistiwoj auch weiterhin zu den reichsnahen Slawenfürsten gehörte. Anders sei die im Jahre 992 erfolgte Verlegung des abodritischen Bischofssitzes von Oldenburg auf die Mecklenburg nicht zu erklären. Der Bischofssitz auf der Oldenburg war im Jahre 990 verloren gegangen. Die Wagrier hatten im Zuge einer religiös motivierten Erhebung die Johanneskirche zerstört, zahlreiche Geistliche unter grausamer Folter getötet und den amtierenden Bischof Folkward vertrieben. Brach die christlichen Kirchenorganisation in Wagrien damit vollständig zusammen, so blieb sie im Abodritenland offenbar unangetastet. Das Erzbistum Hamburg-Bremen hielt an seinem Suffraganbistum fest und ordinierte mit Reinbert einen Titularbischof für das Bistum Oldenburg. Im Rahmen eines kirchenrechtlichen Provisoriums nahm dieser auf Vermittlung des Grafen Lothar III. von Walbeck seinen Diözesansitz zumindest vorübergehend auf der Mecklenburg ein. Diese Verlegung soll von Mistiwoj gezielt unterstützt worden zu sein, der sich davon die Schaffung eines von der Reichskirche unabhängigeren, eigenen Sakralraumes versprochen habe.
Im Spätsommer des Jahres 995 zog der römisch-deutsche König Otto III. mit einem großen Heer durch das Abodritenland über die Mecklenburg in das Stammesgebiet der Lutizen. Der Aufenthalt des Königs auf der Mecklenburg diente zur demonstrativen Stärkung des christlichen Nakonidenherrschers gegenüber inneren und äußeren Widerständen und war der erste Besuch des Königs in einer Residenz eines slawischen Fürsten. Ob es sich bei diesem Fürsten noch um Mistiwoj handelte oder ob der Freundschaftsbesuch des Königs vielleicht sogar anlässlich der Einsetzung Mistislaws zum Nachfolger seines Vaters Mistiwoj erfolgte ist nicht aufklärbar. Das Jahr von Mistiwojs Tod ist nicht überliefert. Denn Urkunden des abodritischen Bistums dürften, soweit sie den Aufstand der Wagrier 990 überdauerten, spätestens anlässlich der Vertreibung Mistislaws durch die Lutizen im Jahr 1018 zerstört worden sein.

## Nachwirkung
Historische Authentizität erlangt Mistiwoj bereits in der ab 967 entstanden und damit zeitgenössischen Sachsengeschichte des Benediktinermönches Widukind von Corvey. Widukind beschreibt Mistiwoj eher beiläufig als auffällig eigenständigen Vasallen Hermann Billungs. Für Thietmar von Merseburg, der Mistiwoj in seiner zwischen 1012 und 1018 verfassten Chronik zum Jahr 984 neben Miesko von Polen und Boleslaw II. von Böhmen aus einer Reihe ungenannter Slawenfürsten hervorhebt, war Mistiwoj einer der bedeutendsten christlichen Slawenfürsten seiner Zeit. Demgegenüber begegnet Mistiwoj in der um 1070 entstanden Hamburger Kirchengeschichte Adam von Bremens vorrangig als Apostat und Friedensstörer. Dabei verwechselt Adam von Bremen streckenweise Mistiwoj und dessen Sohn Mistislaw. Dieser Irrtum setzt sich bei Helmold von Bosau fort, dessen Slawengeschichte in großen Teilen auf den Nachrichten Adam von Bremens beruht. Helmold zeichnet 200 Jahre nach Mistiwojs Tod ein sehr differenziertes Bild von Mistiwoj, der sich bei ihm schließlich von den Billungern und dem Christentum abwendet. Gänzlich zum Feind der Sachsen und des Christentums wird Mistiwoj in etwa zeitgleich in der Chronik des Annalista Saxo.